# Cissus coccinea
Cissus coccinea är en vinväxtart som beskrevs av Carl Friedrich Philipp von Martius och Jules Émile Planchon. Cissus coccinea ingår i släktet Cissus och familjen vinväxter. Inga underarter finns listade i Catalogue of Life.